# Isa TK+
 (mai 2021).
- Si vous ne connaissez pas le sujet, laissez ce bandeau (vous pouvez alors contacter les auteurs).
- Si vous supprimez le contenu mis en cause (vous pouvez préalablement contacter les auteurs),

argumentez précisément cette suppression dans la page de discussion
(un manque de référence n'est pas un argument ; une recherche réelle de référence doit avoir été effectuée, être formellement documentée).
 (mai 2021).
Si vous disposez d'ouvrages ou d'articles de référence ou si vous connaissez des sites web de qualité traitant du thème abordé ici, merci de compléter l'article en donnant les références utiles à sa vérifiabilité et en les liant à la section « Notes et références ».
Isa TKM
Isa TK+ est une telenovela colombienne créée par Mariela Romero, Gino Berríos, Julio César Mármol Junior et Daniel González, diffusée du 28 septembre 2008 au 26 mars 2010 sur Nickelodeon.

## Synopsis
Depuis la fin d'Isa TKM, la belle Isabella Pasqualli "Isa" et son groupe sont devenus un énorme succès dans le monde entier et elle a signé un contrat avec "Zafiro Label", qui l'enverra à l'étranger pour étudier à l'académie Bravo pour jeunes artistes, afin de poursuivre sa formation musicale. Sa meilleure amie, Linda Luna "Gordilinda", a également réussi à gagner une bourse d'études à Bravo et va maintenant assister à l'école pour réaliser son rêve de devenir une ballerine.
Enfin, Alejandro Ruiz "Alex" et Reinaldo Galán "Rey", les petits amis de chaque fille, les suivront quelques jours plus tard et deviendront eux-mêmes étudiants de Bravo dont le premier à devenir guitariste et l'autre le futur acteur.
Mais même en étant ensemble, ils découvriront que tout n'est pas si bien quand Catalina Bernabeu "Cataclismica", une fille méchante qui prétend être gentille, commence à tromper son acolyte, Jessica Chen "Jess", pour ruiner la carrière d'Isa, gagner les sentiments Alex et obtenir l'expulsion de Linda; tandis que Sebastian Lorenzo "Sebas" tente de gagner le cœur d'Isa par tous les moyens.
Rey et Linda vont aussi rencontrer des problèmes à cause de leurs nouveaux camarades de classe, Sandra Centeno "Sandijuela", la nouvelle amie de Rey et Javier Mooner "Javi", la partenaire de Linda, qui se sent attirée par elle.
En outre, Violeta Marindo "La Tamarindo", une femme aigre qui déteste Isa et ses amis, utilisera tout ce qui est en son pouvoir pour se débarrasser tout sa bande, et Cristina Ricalde "Cristarantula", le personnage principal de la série précédente, reviendra à plusieurs reprises pour essayer de se venger d'Isa et de ses amis.

## Distribution

### Personnages principaux
- María Gabriela de Faria : Isabella Pascualli "Isa"
- Reinaldo Zavarce : Alejandro Ruiz "Alex"
- Willy Martin : Reinaldo Galán "Rey"
- Micaela Castellotti : Linda Luna "Gordilinda"
- Carolina Gaitán : Catalina Bernabeu "Cataclismica"
- Ricardo Abarca : Sebastian Lorenzo "Sebas"

### Participations spéciales
- Milena Torres : Cristina Ricalde "Cristarántula"

### Personnages secondaires
- Yaneth Waldman : Violeta Marindo "La Tamarindo"
- Sebastián Vega : Enrique Toro "Kike"
- Mickie Moreno : Mateo Flores
- Vanessa Blandón : Natalia Tarazona "Naty"
- Gabriela Cortés : Jessica Chen "Jess"
- Juan Sebastián Quintero : Javier Mooner "Javi"
- Diana Neira Canales : Sandra Centen
- Natalia Reyes : Fabiana Medina "Fabi"
- Anderson Otalvaro : Fernando Jimenez "Nando"
- Viviana Pulido : Agata Montenegro "Monteblack"
- Mauro Urquijo : Alvaro Lorenzo
- Salomé Quinteros : Marisol
- Juan Carlos Messie : Directeur Andy Roca
- Adriana Silva : Professeur Cecilia
- Jean Carlos Posada : Abelardo Flores
- Linda Carreño : Camila Flores
- Julio Sánchez : Professeur Francisco

### Invités
- Juan Fernando Sánchez : Vladimir Lugozi
- Santiago Ramundo : Luca
- Willy Martin : Grandmother Galán
- Diana Neira Canales : Samanta Centeno

## Production

### Développement
Après avoir réussi avec la série Isa TKM, elle a lancé une suite qui est enregistrée cette fois en Colombie. Il est écrit par Julio César Mámol Junior, Gino Berríos et Daniel Gonzalez.
Marlon Quintero, vice-président des programmes de développement et de la production de Sony Pictures Television, a ajouté que pour cette deuxième phase sera de trouver des histoires préférées pour créer de nouvelles histoires et trouver de nouveaux amis.

### Attribution des rôles
La distribution de la série Isa TK+ comprend María Gabriela de Faría, Reinaldo Zavarce, Willy Martin et Micaela Castelotti. Ils jouent les rôles d'Isa, Alex, Rey et Linda dans Isa TKM. Aussi l'actrice Milena Torres apparaît, mais cette fois en tant que vedette invitée. Et ainsi, il y a de nouveaux visages comme Carolina Gaitán et Ricardo Abarca.

### Tournage
Le tournage de la série a commencé à la mi-juillet 2009. Elle a commencé à être enregistrée à Barranquilla et à Bogota en Colombie, à l'exception des scènes des premiers épisodes où l'actrice Milena Torres (Cristina Ricalde) est incapable de voyager en Colombie avec le reste des personnages à l'époque. Ces scènes ont été enregistrées au Venezuela. Plus tard, cependant, elle est allée en Colombie pour tourner son apparition spéciale dans les épisodes 25 à 41. La production prévoyait de sortir entre 60 et 70 épisodes, puis ils termineront l'enregistrement à la mi-novembre ou début décembre. Il a également été confirmé que la série où Isa et le groupe donneront des concerts et des fêtes sera l'académie Teresiano du Colisée de Bogota.

### Fiche technique
- Titre original : Isa TK+
- Création : Mariela Romero, Gino Berríos, Julio César Mármol Junior, Daniel González
- Photographie : Arturo Manuit T., Pablo Garro
- Production : José Vicente Scheuren (exécutive)
- Société(s) de production : Teleset, Sony Pictures Television, Nickelodeon Productions
- Pays d'origine :  Colombie
- Langue originale : Espagnol
- Durée : 42 minutes

## Univers de la série

### Les personnages
- Si vous ne connaissez pas le sujet, laissez ce bandeau (vous pouvez alors contacter les auteurs).
- Si vous supprimez le contenu mis en cause (vous pouvez préalablement contacter les auteurs),

argumentez précisément cette suppression dans la page de discussion
(un manque de référence n'est pas un argument ; une recherche réelle de référence doit avoir été effectuée, être formellement documentée).

#### Personnages principaux
- Isabella Pascualli : C'est une belle fille heureuse de 18 ans qui charme tout le monde avec sa personnalité rayonnante et sa douce voix. En ce moment, elle est très célèbre et a beaucoup de fans. Pour cette raison, son studio de disques l'envoie au Collège Bravo où elle terminera ses études pour tenter de réaliser ses rêves aux côtés de son petit ami Alex.
- Alejandro Ruiz "Alex" : C'est le petit ami d'Isa, qui est vraiment amoureux d'elle et dont le meilleur ami cette fois sera un garçon surnommé "Kike". La musique est son activité favorite, et il est très heureux et inquiet pour les autres. Sebastian sera son rival à cause de ses tentatives continuelles pour séduire Isa et il découvrira aussi que Catalina Bernabeu a de forts sentiments pour lui.
- Reinaldo Galán "Rey" : C'est le petit ami de Linda en arrivant à l'académie, mais il rencontrera une jolie fille nommée Sandra Centeno, qui lui fera réfléchir sur le fait que sa relation avec Linda en vaut vraiment la peine après tout, donc sa relation avec Linda pourrait être en danger. Son attitude n'a pas changé du tout au cours du temps et reste quelque peu vaniteuse. Il entre dans l'académie parce que sa grand-mère lui a donné l'argent. Il sera dévoué à l'action.
- Linda Luna "Gordilinda" : C'est une amie très sensible, drôle, charismatique et loyale. Elle et Isa sont les meilleurs amis et aussi elle est considérée par beaucoup comme très jolie. Il s'avère qu'elle deviendra une ballerine. Elle est entrée dans la même académie pour une bourse d'études pour ses talents de danseuse. Malheureusement, la bourse ne couvre pas le coût total de leur séjour, ce qui l'obligera à travailler à temps partiel dans la salle informatique. C'est la petite amie de Rey au début de l'histoire. Cependant, un étudiant nommé Javier va montrer un certain intérêt pour elle, donc elle aura de nombreux dilemmes et confusions tout au long de sa carrière d'étudiant.
- Catalina Bernabeu "Cataclismica" : C'est, pour elle, une fille sympathique, tendre et douce, mais c'est une trompeuse, mystérieuse et maligne qui trompe Isa tout au long de l'histoire sans préavis. Ses objectifs semblent provenir de son rêve de devenir une chanteuse célèbre. Sa voix n'est pas considérée comme parfaite, la faisant vivre dans l'ombre de célébrités plus fortes comme Isa. Elle a beaucoup de surnoms, étant communément un portemanteau de son nom et un mot qui dénote la catastrophe.
- Sebastian Lorenzo "Sebas" : C'est un des garçons les plus populaires de l'académie Bravo. Son père est un producteur de musique puissant qui semble toujours avoir des ennuis. Il sera le rival d'Alex et le partenaire de Rey. Il tombe amoureux d'Isa peu après son arrivée.

#### Personnages secondaires
- Violeta Marindo "La Tamarindo" : C'est la directrice exécutive de l'académie Bravo. C'est une femme arrogante et aigre qui n'aime pas la joie et la créativité. Elle déteste aussi Isa et ses amis et de nombreux autres étudiants de Bravo. Elle porte une bouteille de parfum fait maison et pulvérise constamment sur elle et à tout le monde. Elle manque également souvent les noms de famille des autres, par exemple en appelant Isa "Pastrami" au lieu de Pasquali. Son surnom est un jeu de mots sur la manière dont la dernière syllabe de son nom et son nom de famille épellent "Tamarindo": tamarin.
- Enrique Toro "Kike" : C'est le colocataire d'Alex et son nouveau meilleur ami. C'est un garçon ringard, mais drôle qui est toujours en train de tout analyser. Il a aussi des coutumes étranges et des manies.
- Natalia Tarazona "Naty" : C'est la colocataire d'Isa et un claviériste doué. Bien qu'elle soit belle et jolie, elle peut être assez obsessionnelle, surtout pour ce qui est de Sebas, qui est non seulement l'une de ses meilleures amies mais aussi son amour. Elle va rivaliser avec Fabi pour le cœur de Sebas.
- Jessica Chen "Jess" : C'est la colocataire, l'acolyte et, vraisemblablement, le meilleur ami de Catalina. Les affaires de Jess sont des ragots, elle connaît les secrets de tout le monde à l'académie Bravo et a même une page Web dans laquelle elle publie les nouvelles les plus juteuses. Elle fait souvent le sale boulot de Catalina, même si cela signifie qu'elle va avoir des ennuis.
- Javier Mooner "Javi" : C'est l'un des nouveaux amis d'Alex et rival de Rey. C'est un garçon hyperactif mais charmant qui n'arrive pas à rester immobile et danse toujours dans les couloirs de l'école. Il se sent fortement attiré par Linda, et bien qu'il ne soit pas une mauvaise personne, il exploite les défauts de Rey pour que lui et Linda se séparent.
- Sandra Centen "Sandijuela" : C'est le camarade de classe et ami de Rey. C'est une fille mignonne et maladroite qui a une chose pour la mode étrange et est souvent vu porter des perruques colorées et des accessoires. Même si elle se sent attiré par Rey depuis le moment même où ils se rencontrent, elle respecte le fait qu'il a une petite amie et décide de rester un ami utile, espérant qu'il tombera amoureux d'elle. Son surnom est un calembour sur "Sanguijuela".
- Fabiana Medina "Fabi" : C'est l'un des colocataires d'Isa et ami de Sebas. Elle est belle, mais manque de talent spécifique et parfois peut paraître enfantin ou même grossier. Comme Naty, Fabi est amoureux de Sebas et utilise donc son manque de talent pour amener Sebas à passer du temps avec elle.
- Agata Montenegro "Monteblack" : C'est la monitrice de Violeta pour le dortoir des filles. Même si elle sort tout droit comme une personne sérieuse, elle est en fait fille simpliste et douce. Agata a été formée par Violeta depuis qu'elle était un étudiant de première année pour devenir son successeur et elle était toujours déterminée à le faire. Cependant, ses amitiés nouvellement nouées et sa relation avec Kike lui font douter de cela.
- Alvaro Lorenzo : C'est le père de Sebas et propriétaire d'une étiquette puissante. Alvaro est un homme ombrageux qui se soucie peu de tout le monde qui n'est pas lui-même. Il veut que Sebas s'approche d'Isa pour qu'il puisse la faire signer avec son label et abandonner Zafiro.
- Andy Roca : C'est le directeur créatif de l'académie Bravo. C'est un homme bon et plutôt strict qui se soucie profondément du bien-être et du développement de ses étudiants. Andy s'affronte constamment avec Violeta, et déjoue souvent ses plans pour se débarrasser d'Isa et de ses amis.
- Abelardo Flores : C'est le concierge et le bricoleur de l'école, aussi un bon ami d'Isa et Alex. Abelardo vit avec sa famille à l'école et aide parfois les étudiants à résoudre leurs problèmes.